# Société française des roses
La Société française des roses "Les Amis des roses", in (IT)  Società francese delle rose "Gli Amici delle rose", fondata a Lione nel 1886, ha la sua sede centrale presso il roseto del parco de la Tête d'Or a Lione.
I suoi membri sono amatori e coltivatori di rose. Tra le sue attività, mantiene online l'agenda di tutti gli eventi legati alle rose nel mondo e informa i propri iscritti sugli eventi legati alla rosa.
Ogni anno pubblica ancora la sua rivista Les Amis des roses.

## Concorsi ed eventi
Organizza il "Concorso Internazionale delle Rose Nuove di Lione" che si tiene ogni anno nel mese di giugno dal 1931. Il roseto da concorso del parco de la Tête d'Or, soprannominato "roseto di prova", è stato creato nel 1930 dall'architetto paesaggista Philibert Lavenir, allievo di Édouard André. Offerti al pubblico prima della commercializzazione, i cespugli di rose sono disposti a semicerchio addossati all'antica fattoria del Parco. Il titolo di "rosa più bella di Francia" viene assegnato dal 1931 a Lione da una giuria di professionisti del giardinaggio. Questo concorso delle rose premia anche le "grandi rose del secolo". Il giudizio viene effettuato durante numerose visite nell'arco di due anni ed i criteri sono la qualità della vegetazione e la sua resistenza alle malattie, l'abbondanza della fioritura e la qualità dei fiori.
Partecipa a numerosi eventi, ai quali sostiene, ed in particolare:
- "Alterarosa" ad Avignone, incontro tra amanti delle rose, professionisti e grande pubblico.
- "Biennale della rosa profumata" a Nantes.

Partecipa inoltre, grazie a diversi suoi membri, alle giurie di concorsi francesi ed europei.